# La Murette
La Murette település Franciaországban, Isère megyében. Lakosainak száma 1838 fő (2022. január 1.). La Murette Voiron, Chirens, Réaumont, Saint-Blaise-du-Buis és Saint-Cassien községekkel határos.

## Népesség
A település népességének változása:
| Lakosok száma | 759  | 1033 | 1322 | 1731 | 1843 | 1931 | 1884 | 1858 | 1856 | 1838 |
|               | 1968 | 1982 | 1990 | 2006 | 2013 | 2015 | 2017 | 2019 | 2020 | 2022 |